# National Road 84
La National Road 84 (N84) è una strada irlandese nazionale di livello secondario che collega Castlebar, nella contea di Mayo a Galway nel nord-ovest della Repubblica d'Irlanda. La strada è lunga 73 km ed è nota per il manto stradale rovinato ed è la via di comunicazione principale per raggiungere i laghi di Lough Mask e Lough Corrib. 
Il punto più critico a livello di traffico è rappresentato dalla cittadina di Ballinrobe per via dei numerosi sensi unici dove passano fino a 8000 veicoli al giorno. Attualmente è in fase di studio un progetto per creare un bypass che permetta di aggirare Ballinrobe sul lato orientale, evitando pertanto il passaggio per il centro città. Il progetto, di cui si parla dal 2009, non è ancora decollato a causa della mancanza di fondi, che non sono ancora stati ufficialmente stanziati.

## Mezzi di trasporto
La maggior parte della strada è coperta dalla linea 456 della Bus Éireann che collega Castlebar a Galway. Da Galway la linea percorre interamente la N84 fino a Partry. Qui si separa dalla N84 per dirigersi verso Westport mediante la strada regionale R330 e raggiungere successivamente Castlebar attraverso la N5. 